# Nördlinger Stadtmauer
Die Nördlinger Stadtmauer ist die einzige Stadtmauer Deutschlands, die einen vollständig erhaltenen, begehbaren und überdachten Wehrgang besitzt. Sie umschließt die komplette mittelalterliche Altstadt von Nördlingen und ist auf einer Länge von 2,6 Kilometern durchgängig begehbar. Zur Stadtmauer gehören fünf Tore mit vier Tortürmen (Baldinger Torturm 1703 eingestürzt), elf weitere Türme und zwei Bastionen.

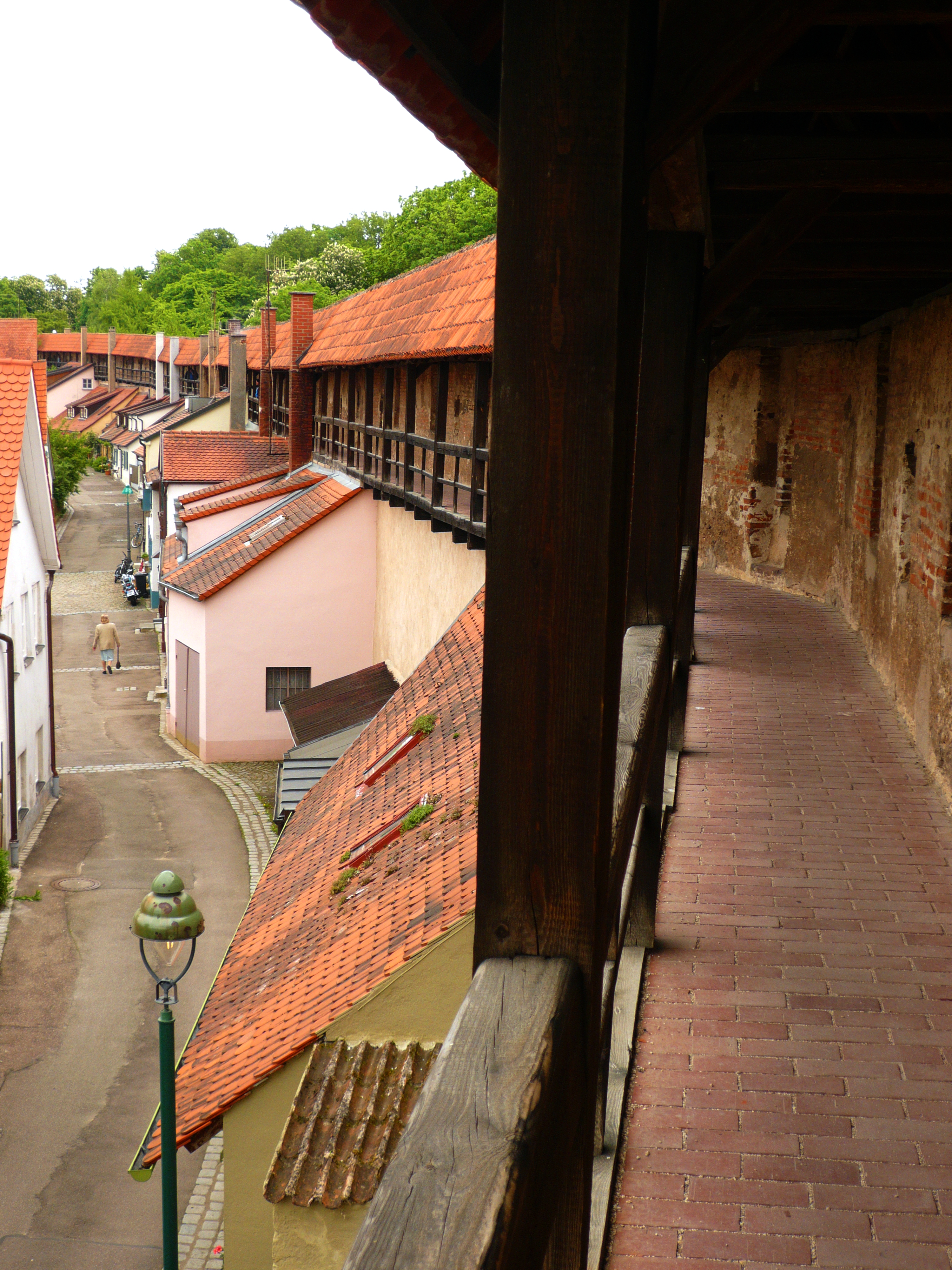
Auf der Stadtmauer

## Geschichte

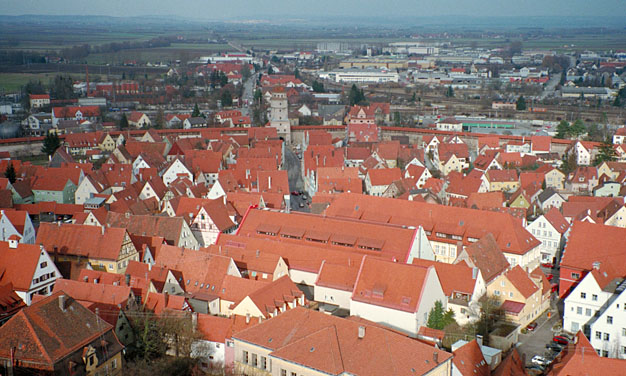
Altstadt mit Mauer und Löpsinger Tor

Der Bau der Stadtmauer begann 1327 auf Befehl Ludwigs des Bayern. Sie ersetzte den alten Verteidigungswall, dessen Verlauf noch heute am Verlauf der Altstadtstraßen Drehergasse, Bei den Kornschrannen, Vordere Gerbergasse, Herrengasse und Neubaugasse zu erkennen ist. Zwischen 1536 und 1613 wurden vier Tore und zwei Türme von Grund auf umgebaut. Außerdem wurden in dieser Zeit sieben Backofentürme, drei starke Bollwerke und zwei Basteien errichtet. Während des Dreißigjährigen Krieges im Jahr 1634 widerstand die Nördlinger Stadtbefestigung einer Belagerung durch kaiserliche Truppen im Vorfeld der Schlacht bei Nördlingen. Ab 1803 begannen die Nördlinger, Teile der nun überflüssigen Stadtmauer abzutragen. 1826 stellte König Ludwig I. von Bayern die Mauer unter seinen Schutz und untersagte ihren weiteren Abriss.

## Übersicht zu den Bauwerken
| Nummer | Name des Bauwerks                           | Erhaltungszustand                                                           |
| ------ | ------------------------------------------- | --------------------------------------------------------------------------- |
| 1      | Baldinger Tor                               | Tor und Vorwerk erhalten, Torburg mit Kaiserturm und Bognerhaus abgebrochen |
| 2      | Berger Tor                                  | erhalten. Mauerverstärkung zum größten Teil abgebrochen                     |
| 3      | Reimlinger Tor                              | erhalten                                                                    |
| 4      | Deininger Tor                               | erhalten. Vorwerk abgebrochen                                               |
| 5      | Löpsinger Tor                               | erhalten                                                                    |
| A      | Oberer Wasserturm und Burgerweiher          | Turm und Weiher erhalten. Vorwerk und Aufgangstürmchen abgebrochen          |
| B      | Löwenturm (Pulverturm)                      | erhalten                                                                    |
| C      | Neue Bastei                                 | abgebrochen                                                                 |
| D      | Feilturm                                    | erhalten                                                                    |
| E      | Alte Bastei                                 | erhalten                                                                    |
| F      | Mauerhaus                                   | abgebrochen                                                                 |
| G      | Reissturm                                   | erhalten                                                                    |
| H      | Bollwerk am Löpsinger Tor                   | abgebrochen. Arkaden am Wehrgang erhalten                                   |
| I      | Unterer Wasserturm                          | erhalten. Vorwerk abgebrochen                                               |
| J      | Großer Bleichturm und zweiter Egerdurchlass | Turm bereits im Mittelalter abgebrochen, Egerdurchlass zugemauert           |
| K      | Spitzturm                                   | erhalten                                                                    |
| L      | Backofentürme                               | bis auf einen alle erhalten                                                 |

## Tore

### Reimlinger Tor

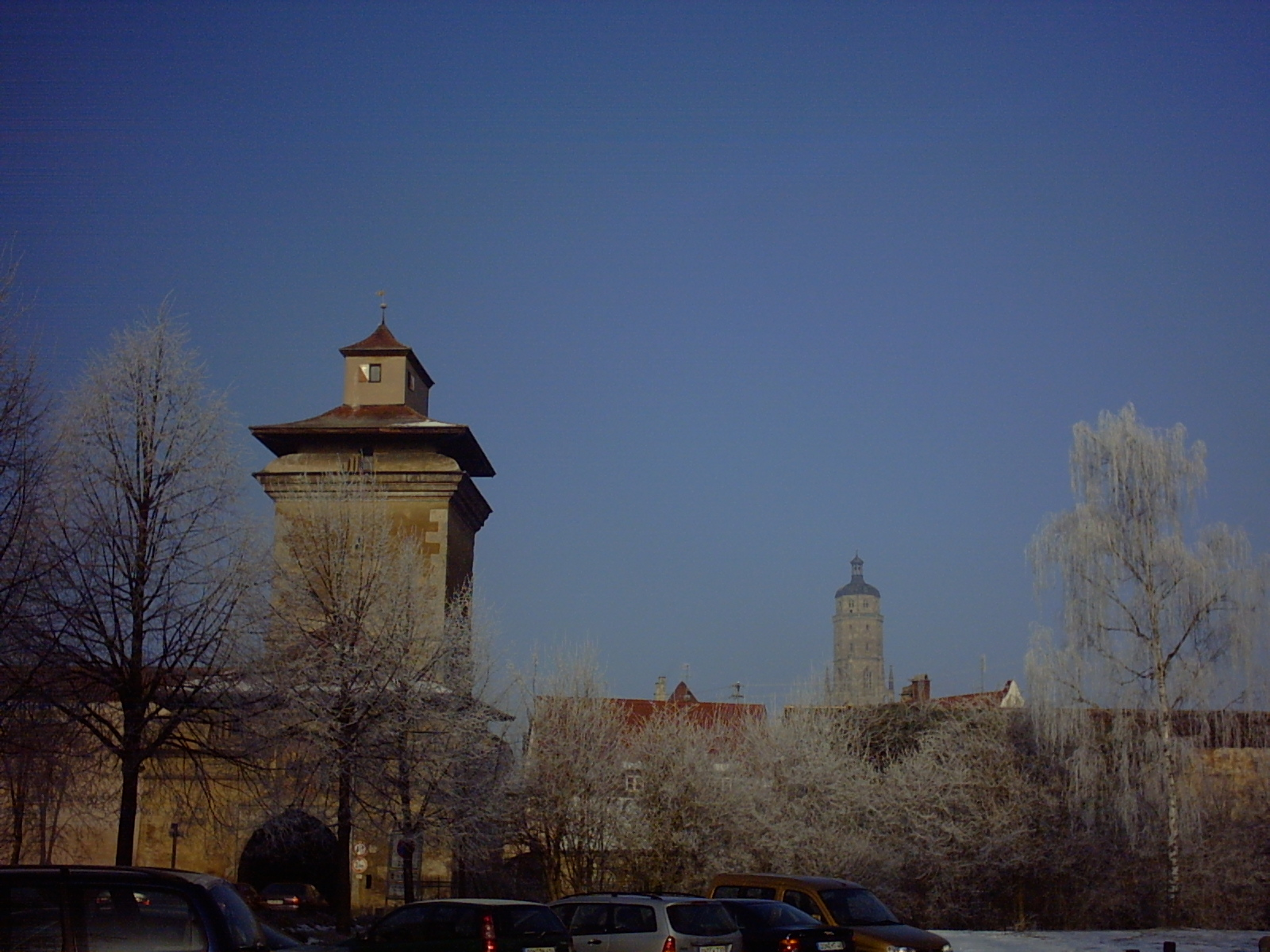
Reimlinger Tor

Das Reimlinger Tor sicherte im Mittelalter die Straße nach Augsburg. Es stammt aus dem 14. Jahrhundert und ist das älteste Stadttor Nördlingens. Die Aufbauten mit der wulstig vorragenden Geschützplattform und der Turmwächterstube kamen erst später hinzu, ebenso das wehrhafte Vorwerk.

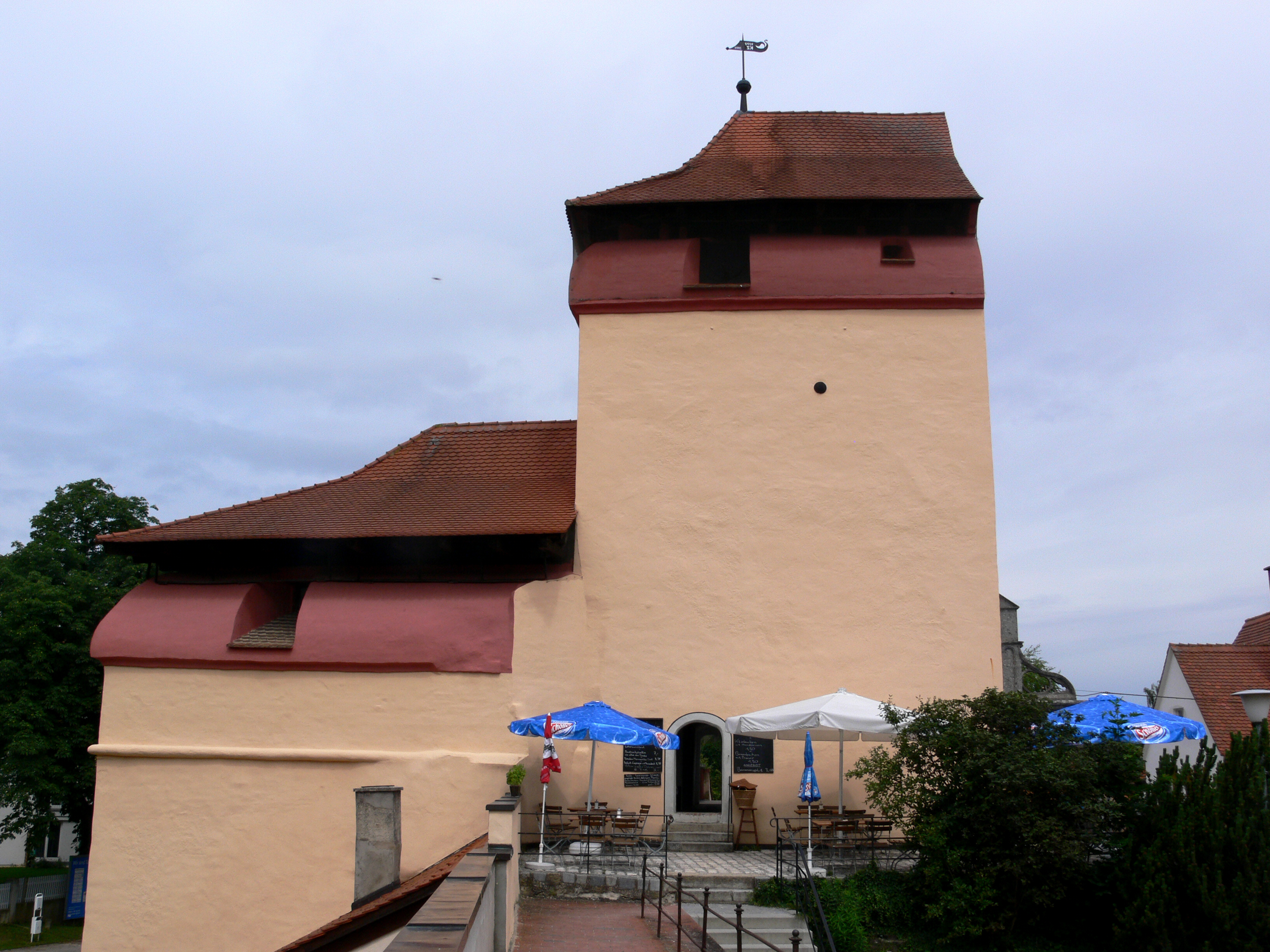
Berger Tor

### Berger Tor
Das Berger Tor sicherte die Straße nach Ulm. Es wurde in den Jahren 1435 bis 1436 von dem Baumeister Hans Rews errichtet. 1574 bis 1575 bauten Wolfgang und Caspar Waldberger die oberen Turmgeschosse aus und das Berger Tor erhielt seine heutige Gestalt. Beachtenswert ist die kassettierte Tonne der Tordurchfahrt. Im Mauerwerk steckt noch heute eine Kanonenkugel aus dem Dreißigjährigen Krieg. Im Inneren des Torturmes befinden sich heute ein Café und eine Münzsägewerkstatt.

### Baldinger Tor

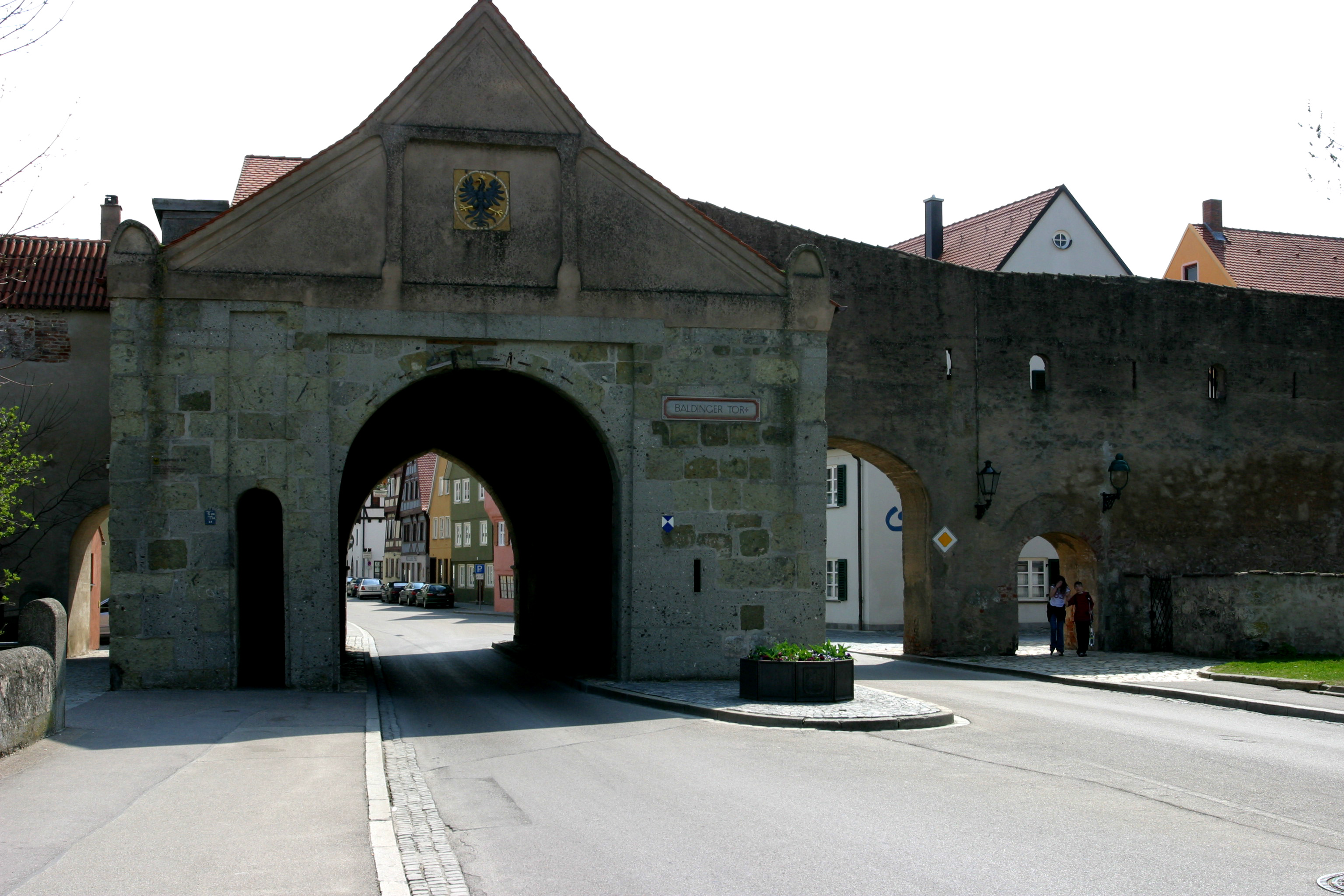
Baldinger Tor

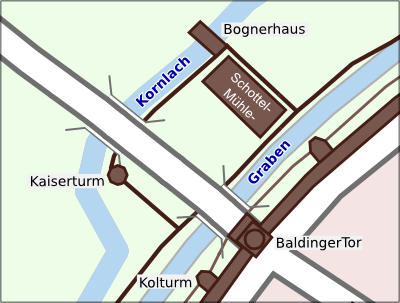
Kartographische Darstellung Baldinger Tor

Durch das Baldinger Tor führt die Straße in Richtung Würzburg und Frankfurt am Main. Es wurde erstmals 1376 erwähnt. 1406 vollendete Meister Wenzel Parler das Vorhaus, 1430 wurde das Tor unter der Leitung des Steinmetzen Conrad Stenglin neu erbaut. Die Torgruppe ähnelte wohl ursprünglich dem Berger Tor. Bei der Belagerung von 1634 wurde der Torturm beschädigt. Als Spätfolge stürzte er am 20. August 1703 ein. Neben der Tordurchfahrt befindet sich ein Einlasspförtchen. Durch dieses gelangten Personen im Mittelalter abends, wenn das Tor bereits geschlossen war, in die Stadt.

### Löpsinger Tor

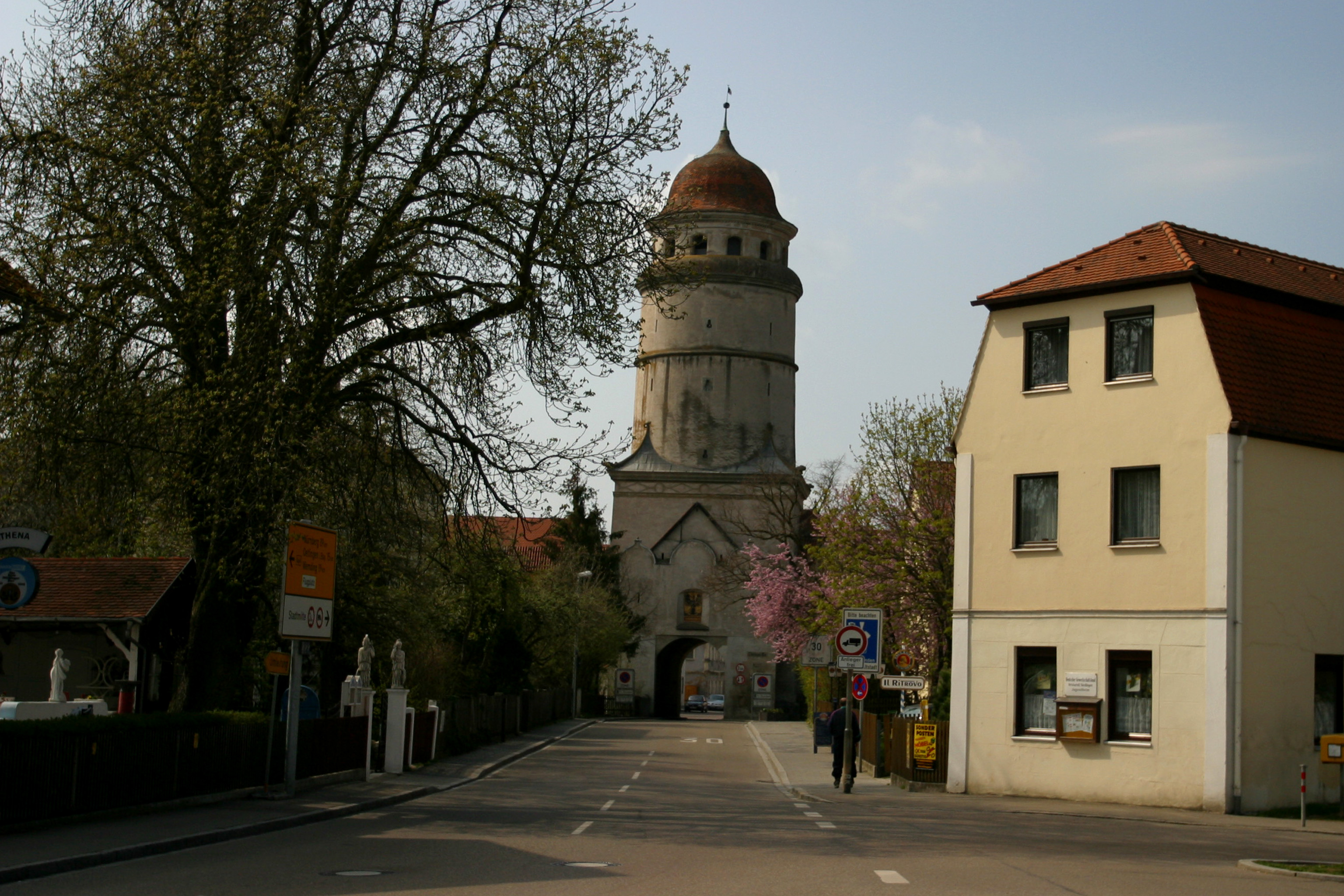
Löpsinger Tor

Das Löpsinger Tor sicherte die wichtige Handelsstraße nach Nürnberg. Es wurde vor 1388 erbaut, allerdings im Jahre 1592 abgetragen und in den beiden darauf folgenden Jahren im Stil des Deininger Tores von Wolfgang Waldberger neu errichtet. Die Sonnenuhr stammt aus dem Jahr 1837. Die Darstellung eines Kopfes in der Decke der Durchfahrt erinnert an die Nördlinger Sage vom „So G’sell so“, deren Schauplatz das Löpsinger Tor ist. Heute ist im 42 Meter hohen Löpsinger Tor das Stadtmauermuseum untergebracht.

### Deininger Tor

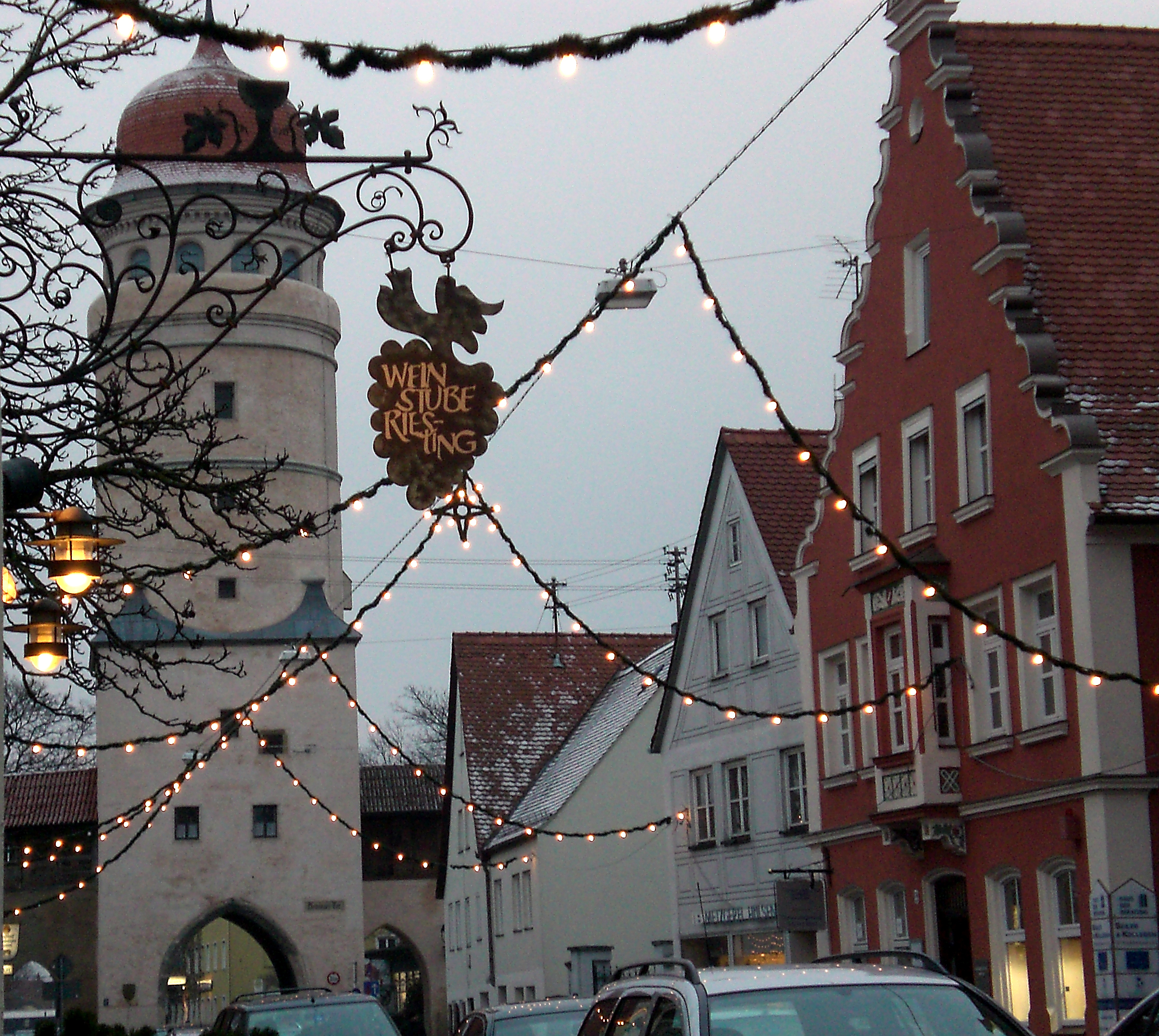
Deininger Tor

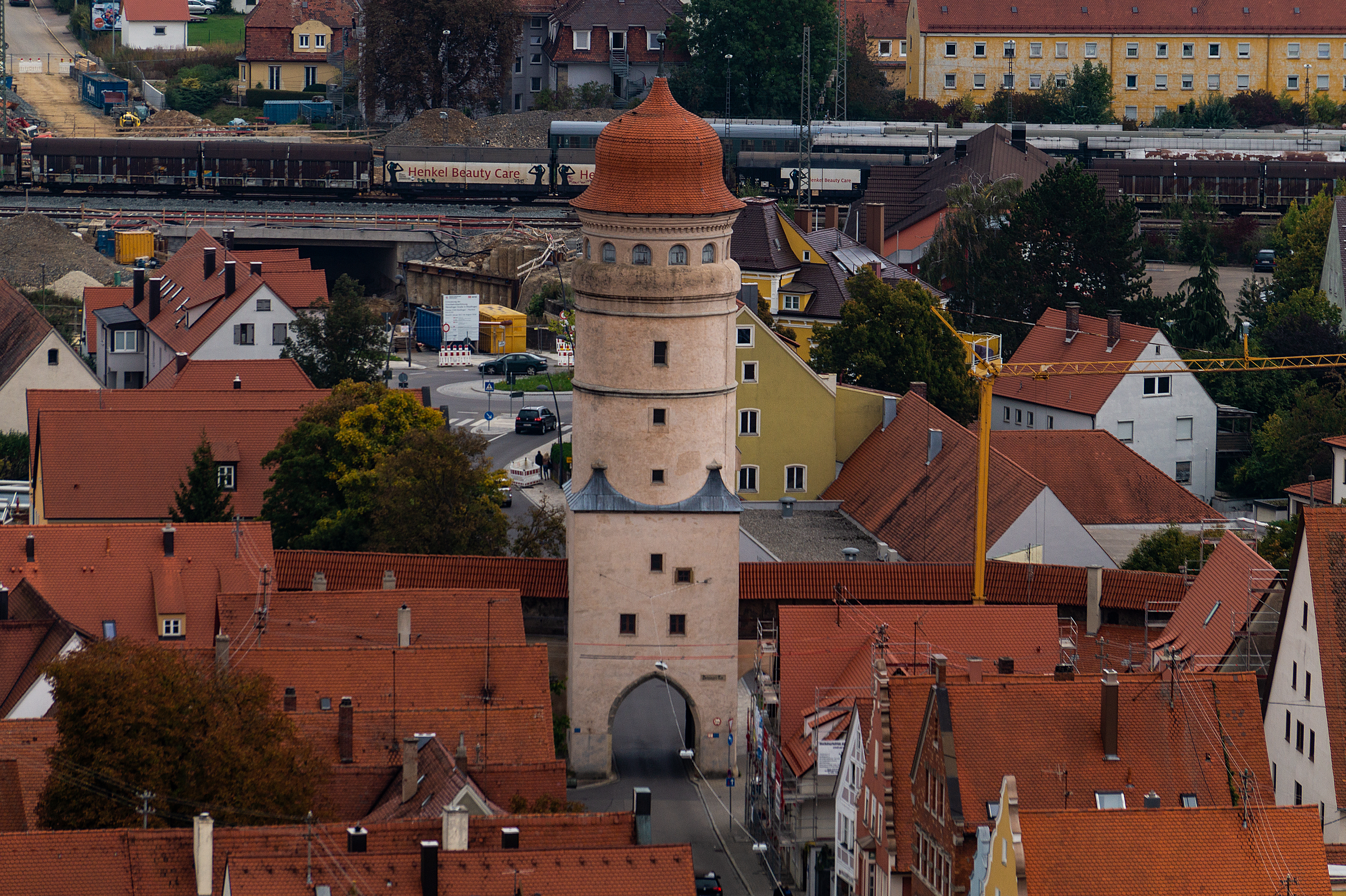
Deininger Tor, aus Sicht vom Daniel

Das Deininger Tor sicherte die Straße in Richtung Regensburg und Wien. Es ähnelt dem Löpsinger Tor, ist aber etwas schlanker. Während der Belagerung 1634 drangen kaiserliche Truppen in den Turm ein. Die Nördlinger zündeten den Turm daraufhin an. Der heutige Aufbau samt den zwölf Rundbogenfenstern und der geschwungenen Dachhaube entstand gegen Ende des Dreißigjährigen Krieges.

## Türme und andere Bauwerke

### Alte Bastei

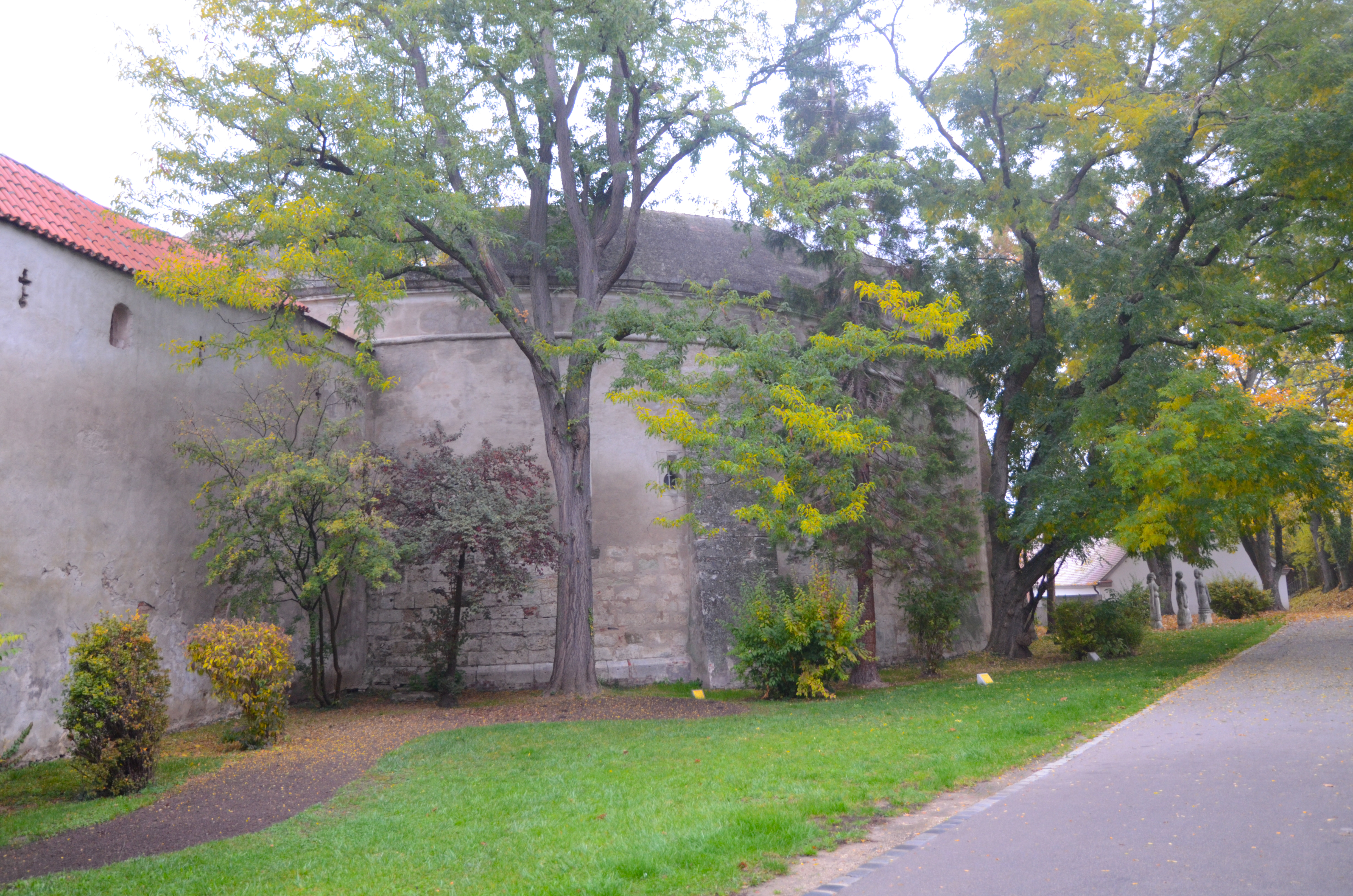
Alte Bastei

Mit dem Bau der Alten Bastei begannen Caspar Waldberger und Lorenz Scheer 1554. Wolfgang Waldberger vollendete das Bollwerk 1598. Die Verteidigungsfestung konnte in zwei Stockwerken zehn Geschütze aufnehmen. Heute befindet sich in dem Bau die Freilichtbühne Nördlingen. Nordwestlich des Feilturms stand die nicht mehr vorhandene Neue Bastei mit kantiger Mauerführung.

### Feilturm
Der Feil- oder Schuldturm, der möglicherweise als Gefängnisturm genutzt wurde, stammt aus dem 14. Jahrhundert. Über dem quadratischen Unterbau mit umlaufendem Wehrgang erhebt sich ein zweistöckiger Rundaufsatz mit konkavem Kegeldach.

### Löwenturm
Der Löwen- oder Pulverturm wurde 1535 erstmals erwähnt. Er diente als Batterieturm zur weiteren Verstärkung dieser Mauerpartie und wurde in den Graben zwischen die Geschützbrüstung gesetzt. Der Turm auf hufeisenförmigem Grundriss hat drei Geschosse. Zur Stadt hin besitzt er einen glatten Giebel mit niedrigem, abgewalmtem Dach. Nach außen hat er eine Geschützplattform mit wulstiger Brüstung.

### Oberer Wasserturm

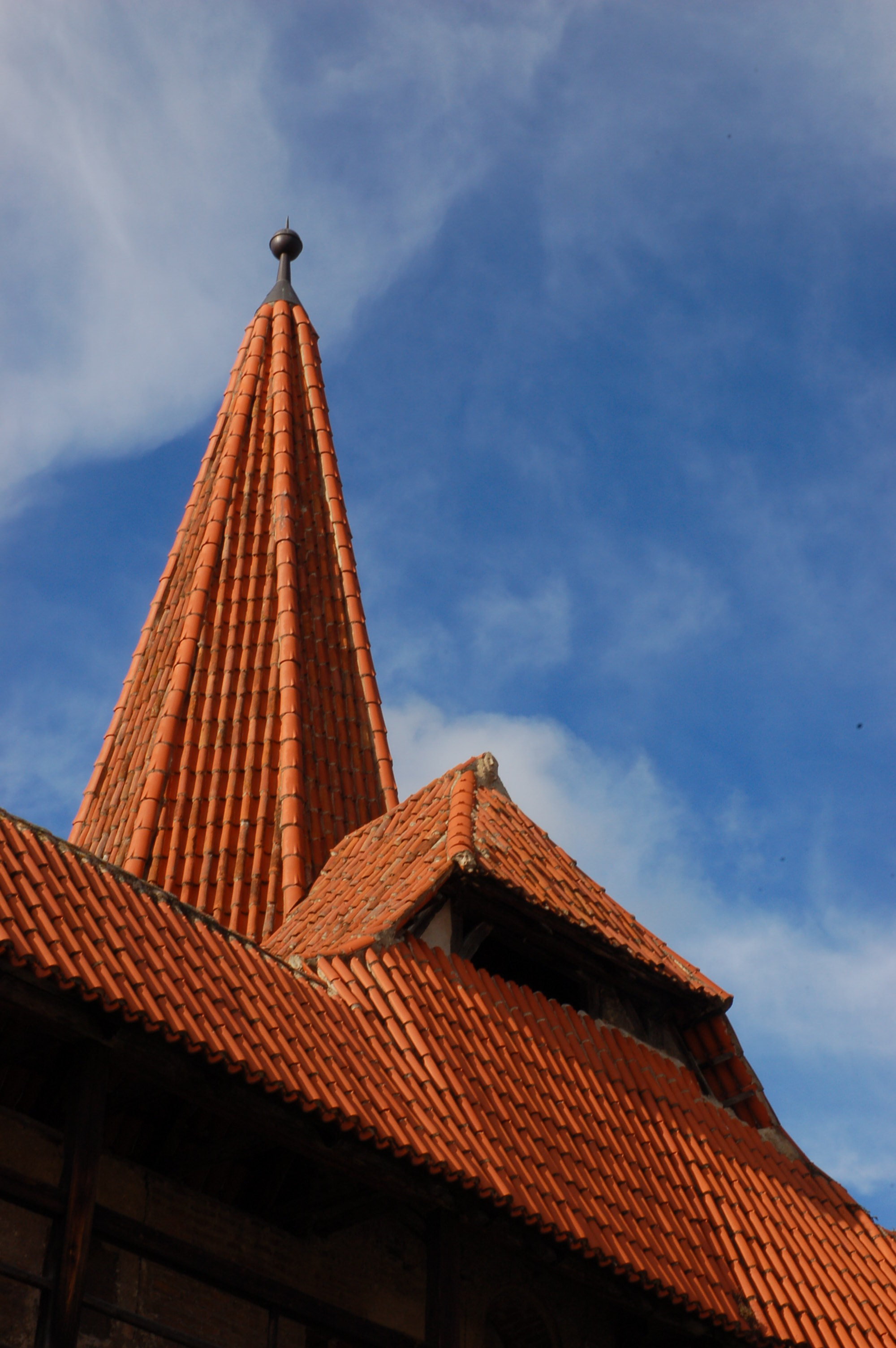
Spitzturm

Der obere Wasserturm wurde 1469 bis 1471 errichtet. Durch den sechsgeschossigen Bau auf quadratischem Grundriss fließt die Eger in die Stadt. Die kanalisierte Eger floss über einen Trog aus Eichenholz über den Stadtgraben, solange dieser mit Wasser gefüllt war.

### Backofentürme
Sieben Backofentürme hatte die Stadtbefestigung zwischen Oberem Wasserturm und Spitzturm, fünf bis zum Baldinger Tor, zwei dahinter. Sie entstanden zwischen 1480 und 1520. Backofenturm Nr. 1 neben dem Oberen Wasserturm heißt Tannenturm (ältester der Backofentürme von 1481), Backofenturm Nr. 5 links vom Baldinger Tor (von der Stadt aus gesehen) Kolturm (1530 als solcher erwähnt). Sie sind die einzigen beiden namentlich ausgewiesenen Backofentürme. Backofenturm Nr. 2 wurde um 1810 abgerissen, der vermauerte Zugang ist noch zu sehen. Die noch bestehenden sechs Backofentürme, außen an die Stadtmauer angesetzt, dienten der Nahverteidigung von Mauer und Graben ohne Geschütze. Eine Bresche in der halbrunden Außenwand bedeutet somit keine Bresche in der Stadtmauer selbst. Der Name rührt vom ersten, unmittelbar neben dem Oberen Wasserturm am damaligen Backofen der Stadt errichteten Turm. Ihre gleiche Bauweise von charakteristischer Form auf hufeisenförmigem Grundriss gab ihnen den gemeinsamen Namen. Früher hatten sie einen Zinnenkranz, wie auf dem Merianstich zu erkennen ist. Einige der Türme werden heute von Vereinen genutzt. Nördlich des Löpsinger Tores stand ein weiterer, aber größerer Turm mit Hufeisengrundriss ähnlich dem Löwenturm. Er wurde um 1820 abgerissen.

### Spitzturm
Der Spitzturm zwischen Baldinger Tor und unterem Wasserturm wurde im 15. Jahrhundert erbaut. Sein spitzer Turmhelm gibt ihm dem Namen.

### Unterer Wasserturm
Der Untere Wasserturm, durch den die Eger die Stadt wieder verlässt, wurde im 15. Jahrhundert erbaut. Er schützte die Schwachstelle des Egerdurchlasses.

### Reißturm

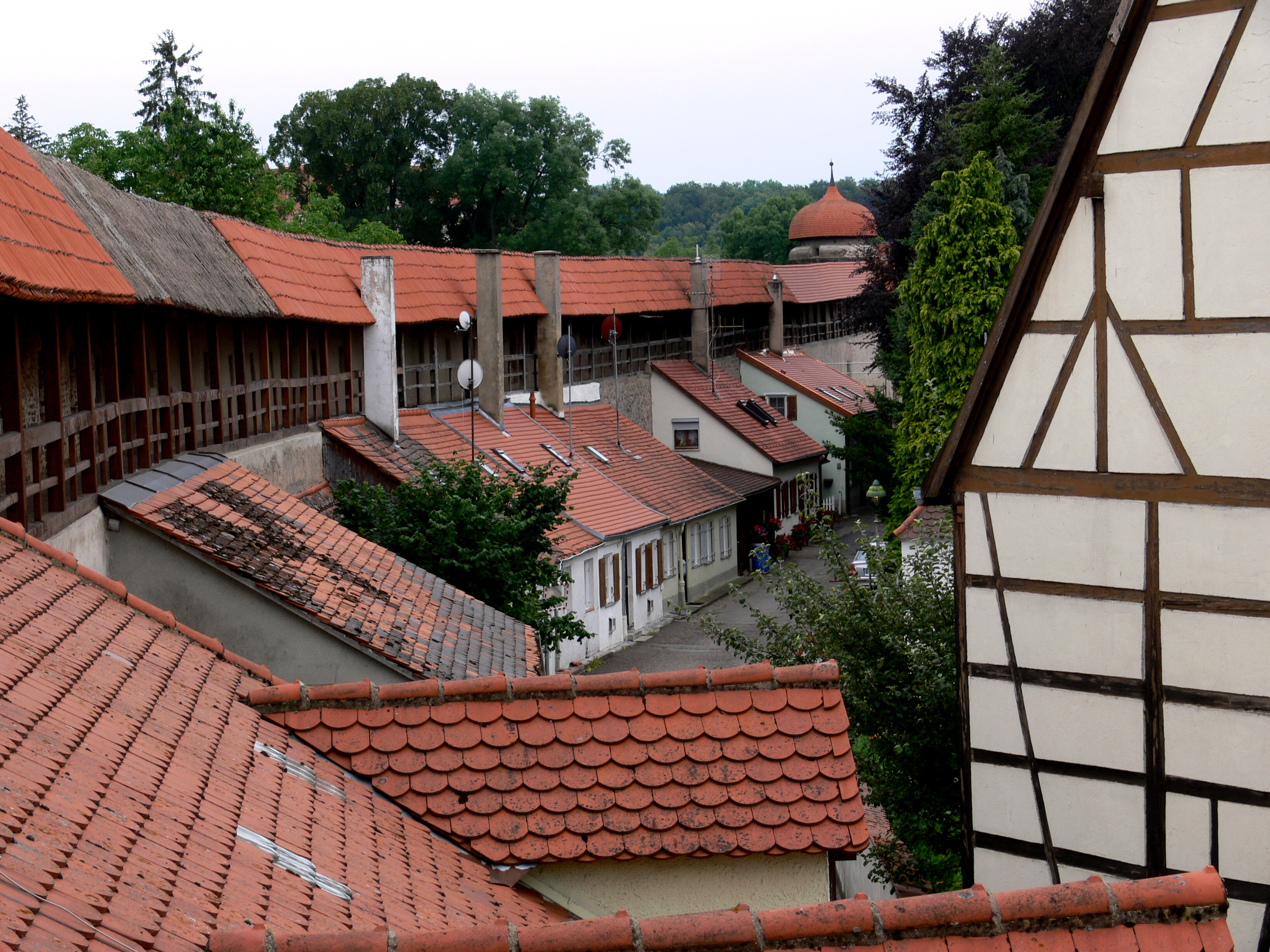
Kasarmen und Reißturm

Der 1408 erstmals erwähnte Reißturm nahe dem Reimlinger Tor wurde möglicherweise von Hans Rews erbaut. Seine jetzige Gestalt erhielt er 1644. Der runde Vorderbau besitzt eine schwebende Welsche Haube.

### Kasarmen
Entlang der Mauerinnenseite erstrecken sich die Kasarmen, direkt an die Stadtmauer gebaute Häuser, in denen einst die Stadtsoldaten wohnten.

## Graben und Bewässerungseinrichtungen
Um die Mauer herum ist der Stadtgraben erhalten, der im Mittelalter teils mit Wasser gefüllt war. Mit dem Burgerweiher (heutige Nutzung: Eisplatz) wurde der Wasserzulauf im wassergefüllten Abschnitt gesteuert. Einen ehemaligen Ablaufstollen erkennt man vom Wehrgang aus an der dem Graben gegenüberliegenden Futtermauer.
Teile des ehemaligen Stadtgrabens sind heute Parkanlagen.

## Abgerissene Bauwerke
- Neue Bastei. Ehemalige Lage: Zwischen Feilturm und Berger Tor
- Mauerverstärkung um das Berger Tor
- Aufgangstürmchen am Oberen Wasserturm
- Backofenturm. Zwischen Oberem Wasserturm und Baldinger Tor befand sich früher ein weiterer Backofenturm. Seine Lage ist an der Außenseite der Stadtmauer heute noch erkennbar
- Großer Bleichturm. Dieser Turm befand sich zwischen Spitzturm und Unterem Wasserturm. Seine frühere Lage ist heute noch durch das zugemauerte Zugangstürchen vom Wehrgang aus erkennbar
- Bollwerk am Löpsinger Tor. Zwischen Unterem Wasserturm und Löpsinger Tor befand sich ein Turm, der dem noch bestehenden Löwenturm sehr ähnlich gewesen ist. Seine Lage ist erkennbar durch die erhaltenen Arkaden an der Innenseite des Wehrgangs
- Mauerhaus an der Alten Bastei. Von diesem Bauwerk ist nichts mehr erhalten, seine ehemalige Lage ist heute nicht mehr erkennbar, das Mauerhaus muss jedoch in etwa am heutigen Ochsenzwinger gestanden haben
- Vorwerke. An einigen Toren und Türmen wurden früher existierende Vorwerke abgerissen:
  - Vorwerk am Deininger Tor
  - Vorwerk am Oberen Wasserturm
  - Vorwerk am Unteren Wasserturm
  - Torburg mit Kaiserturm und Bognerhaus am Baldinger Tor

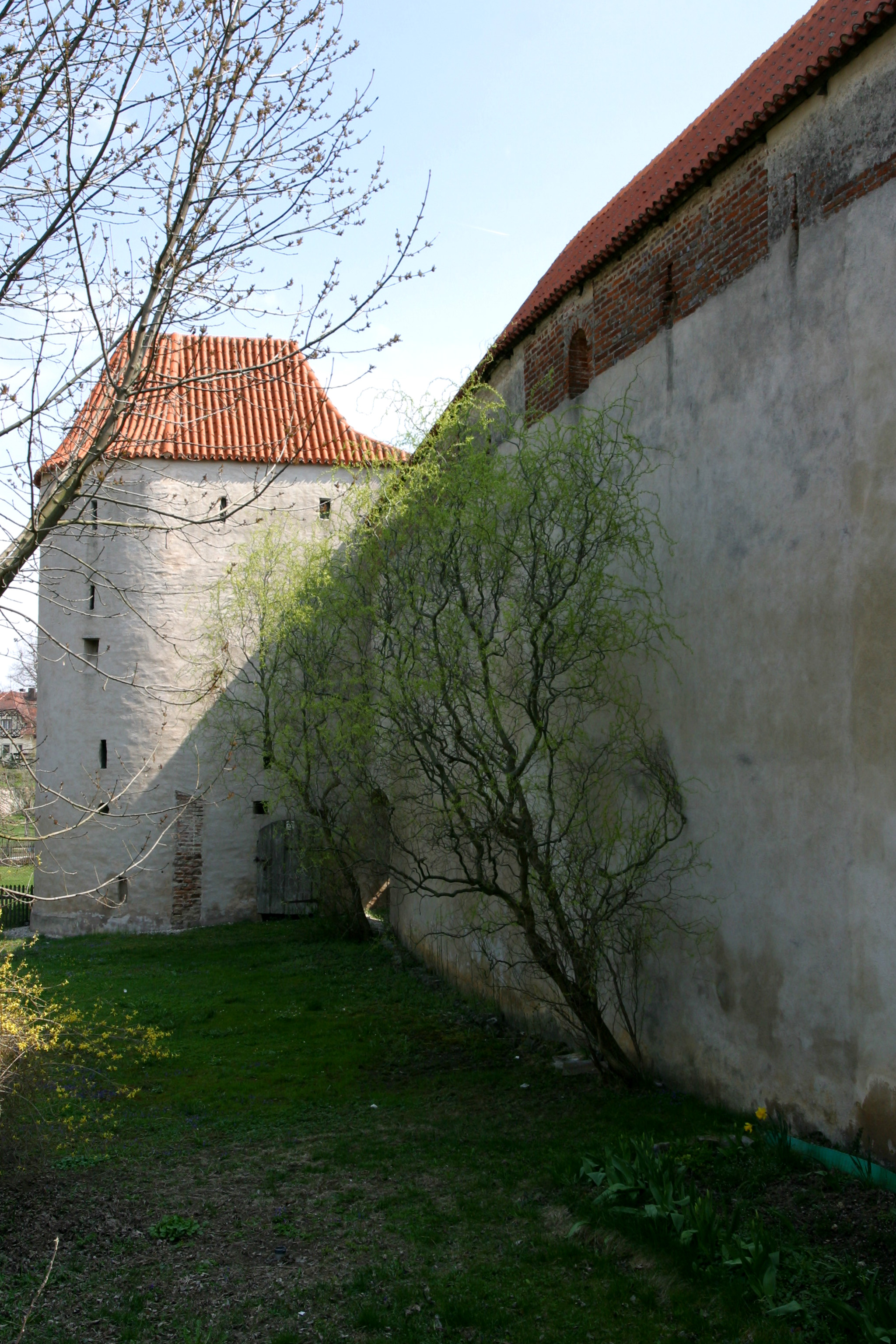
Backofenturm
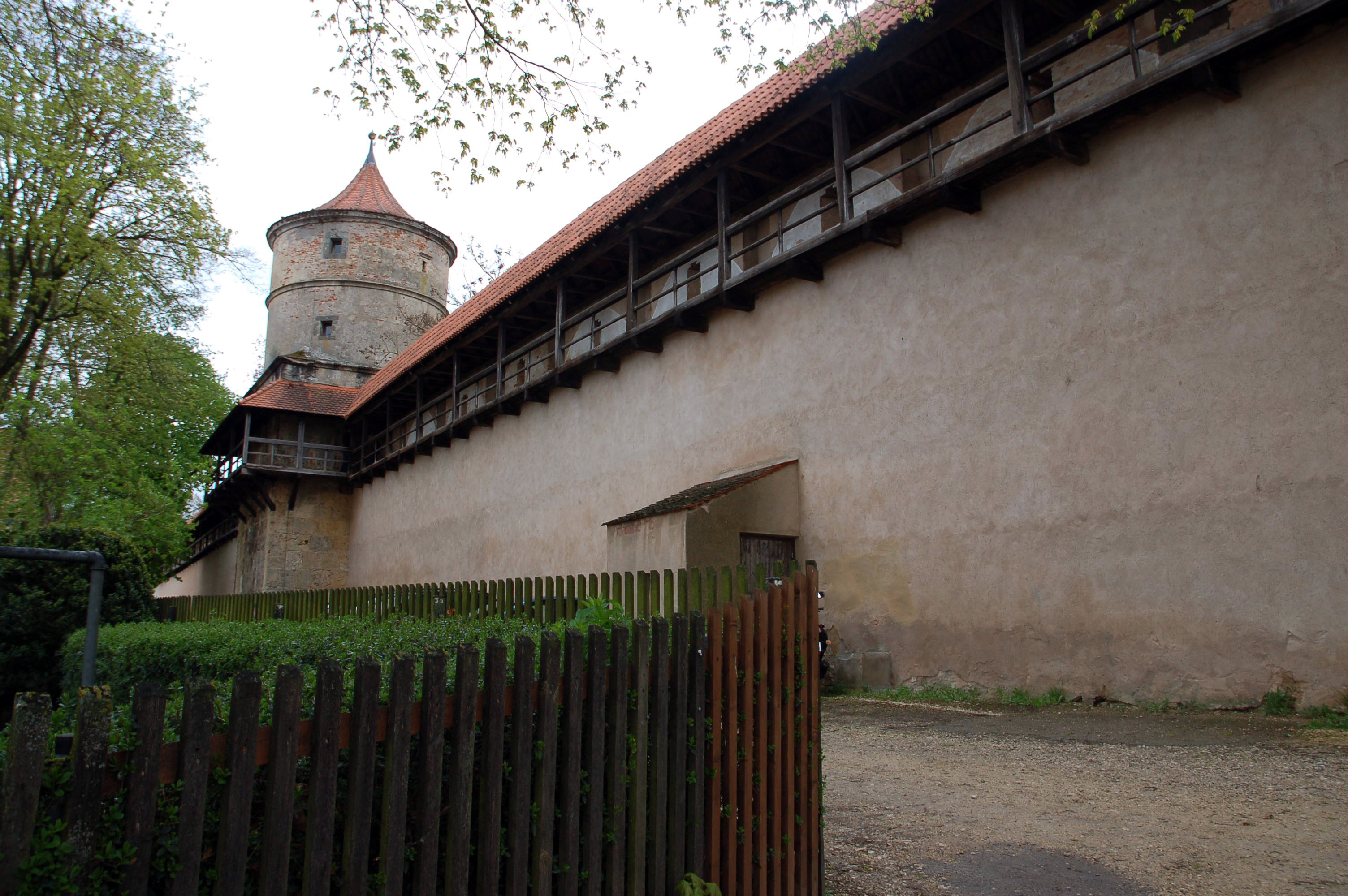
Feilturm
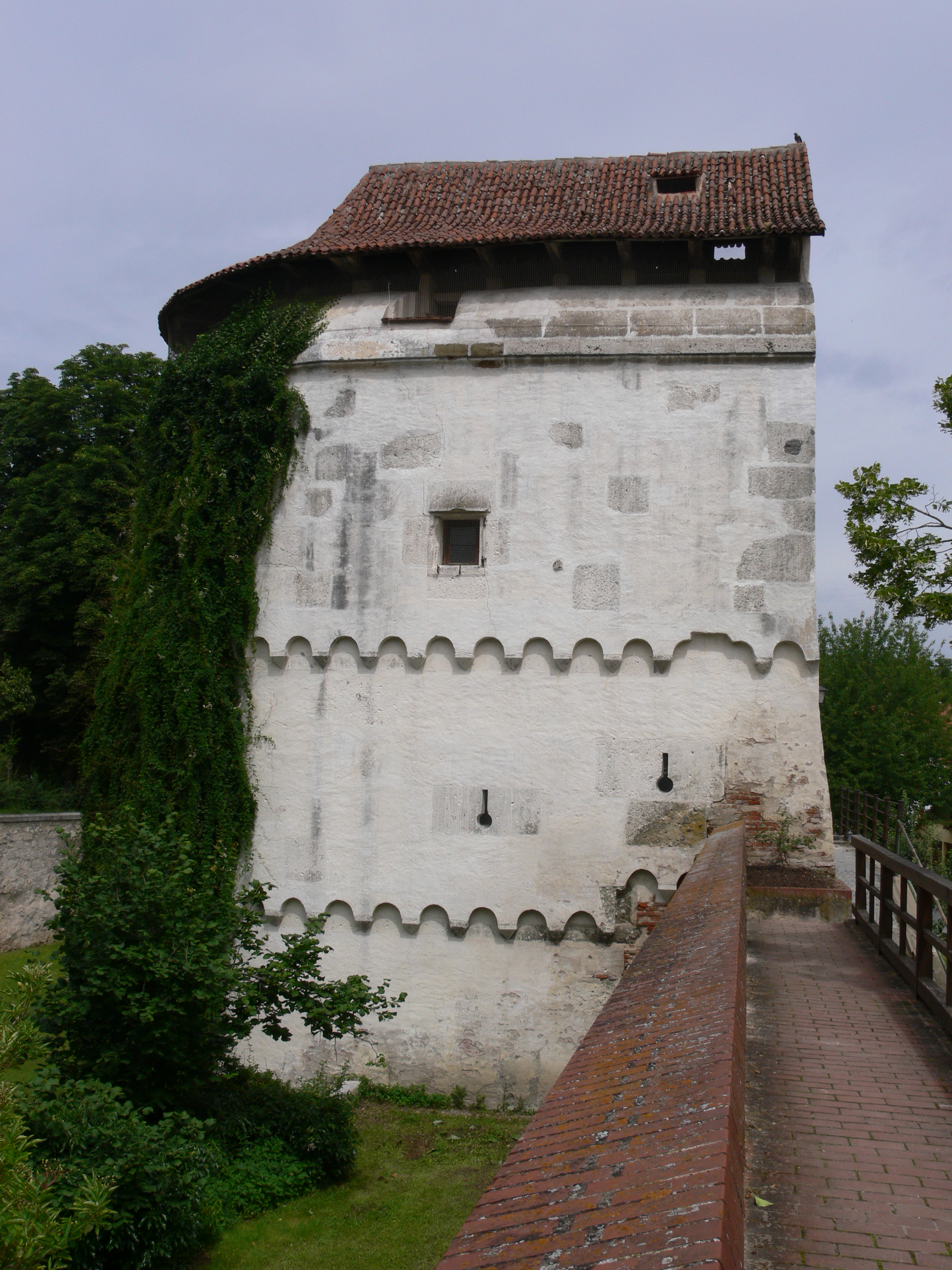
Löwenturm
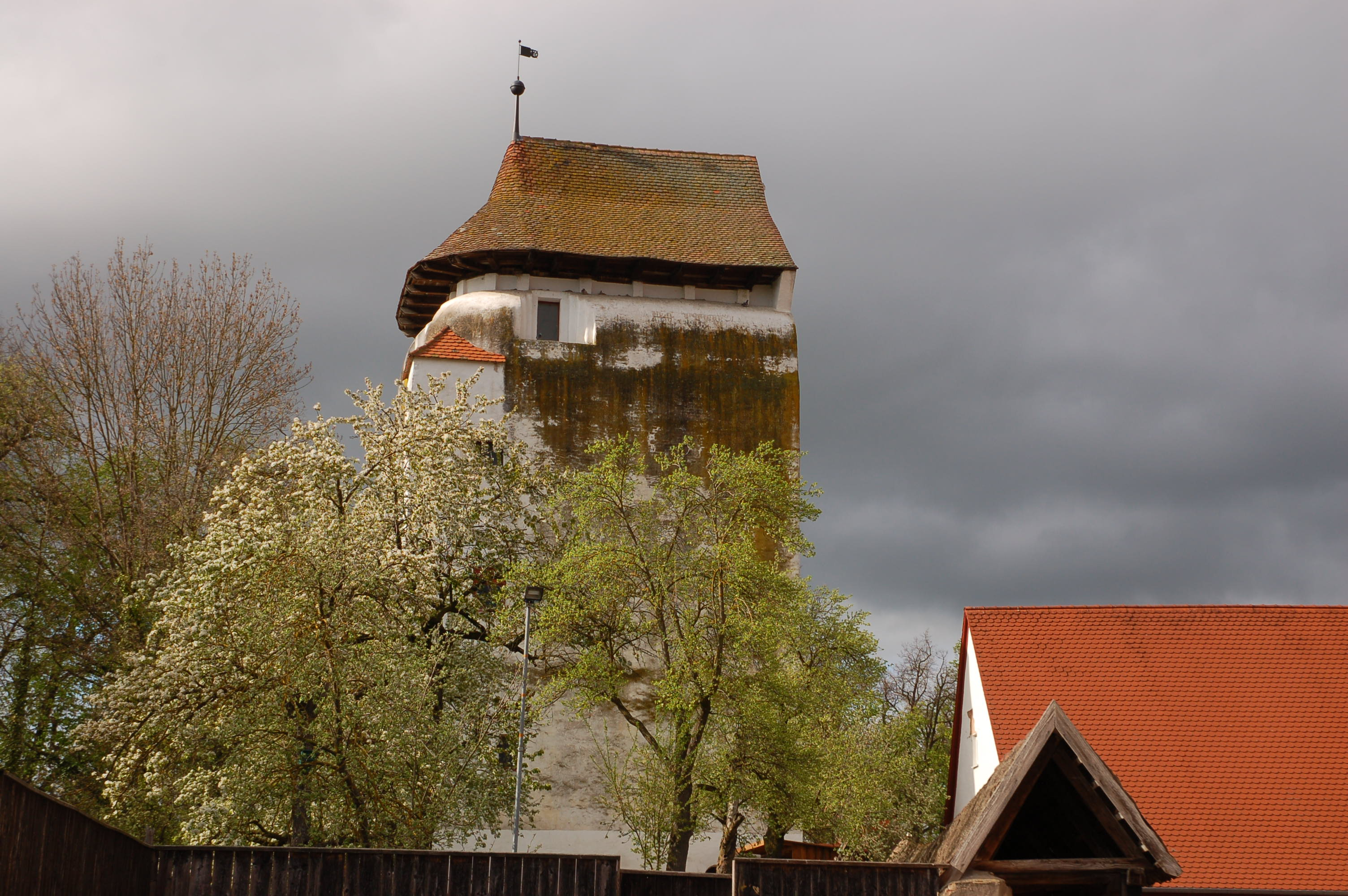
Oberer Wasserturm